# Emilija Kokić
Emilija Kokić, född 10 maj 1968 i Zadar, Kroatien, är en kroatisk sångerska. Hon var tidigare sångerska i popbandet Riva, som sjöng vinnarlåten i Eurovision Song Contest 1989 för det som då var Jugoslavien, Rock Me .
Emilija har sedan haft framgångar som soloartist i Kroatien. Hon har bland annat prövat lyckan I Dorafestivalen, med hopp om att få tävla i Eurovision Song Contest, men kvalificerades sig inte. I Dora 2008 slutade hon på sjätte plats.

## Diskografi
- Emilia (1994)
- 100 % Emilia (1995)
- Ostavi trag (1996)
- S moje strane svemira (1999)
- Ja sam tu (2001)
- Halo (2004)